# エクスプローラー17号
エクスプローラー17号（英: Explorer 17、別名: Atmosphere Explorer-A, AE-A, S6）はアメリカ合衆国の人工衛星。1963年4月3日、デルタBによりケープカナベラルのLC-17B発射台から打ち上げられた。地球の上層大気の研究が目的で、5機のアトモスフィア・エクスプローラー（Atmosphere Explorers）の最初の1機。

## 概要
エクスプローラー17号は直径0.95mの球形で、大気観測に機体からの影響が出ないように内部は真空で密閉された。
4つの圧力計（全体の中性粒子の密度を測定）、2つの質量分析計（特定の中性粒子の密度を測定）、2つの静電探針（イオン密度と電子温度の測定）を搭載している。1963年6月10日にバッテリーの電力が減衰したが、4つの圧力計のうち3つと2つの静電探針は正常に作動した。質量分析計の1つが正常に作動せず、その他の機器は断続的に作動した。
エクスプローラー17号の成功により、科学者は初めてある特定の瞬間の大気密度を直接測定することができ、人工衛星の軌道の摂動から推測される密度との比較を行った。

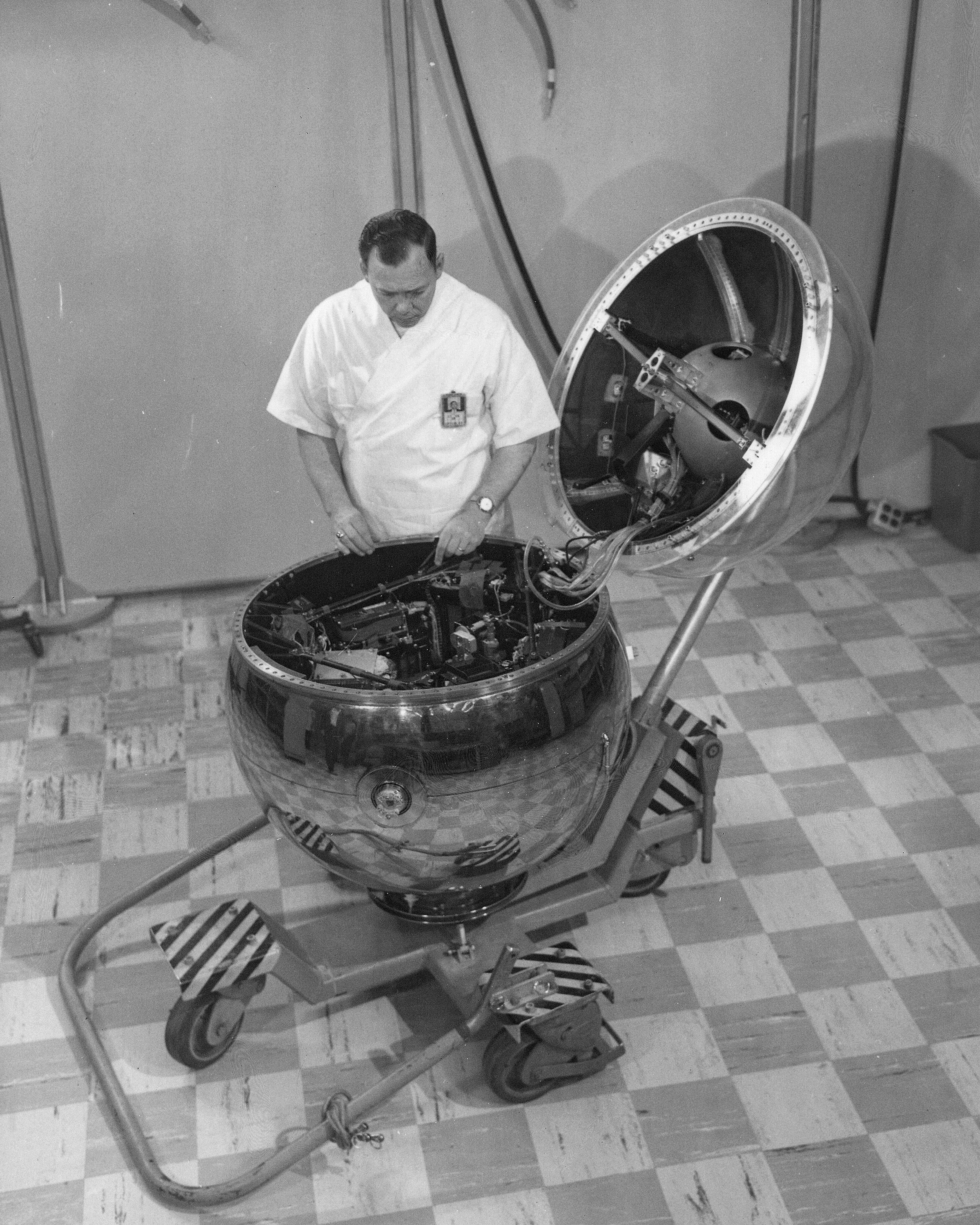
実物大模型